# Manon Rasmussen
Manon Rasmussen (* 2. August 1951 in Horsens) ist eine dänische Kostümbildnerin.

## Leben und Leistungen
Manon Rasmussen ist die Tochter eines Möbelpolsterers und einer Friseurin. Sie studierte ursprünglich Schauspiel bei der Theatergruppe Solvognen. Während dieser Zeit kam sie mit der Kostümbildnerei in Berührung, weswegen sie sich 1976 für eine Schneidereiausbildung an der Københavns Tilskærerakademi entschied. Nach ihrer Ausbildung fand sie eine Anstellung als Assistentin der Kostümbildnerin Gitte Kolvig und wurde anschließend als freischaffende Kostümbildnerin selbstständig. 
Seit Ende der 1970er Jahre war Rasmussen für die Kostüme von über 70 Film- und Fernsehproduktionen verantwortlich. Während dieser Zeit arbeitete sie mit den profiliertesten dänischen Regisseuren zusammen, wie Thomas Vinterberg, Bille August, Susanne Bier, Christoffer Boe und Lars von Trier. Bei den dänischen Filmpreis Robert ist sie die am häufigsten nominiert und ausgezeichnete Kostümbildnerin. Auch international wurde sie bereits mehrfach ausgezeichnet. So erhielt sie bei den Satellite Awards 2012 für ihre Kostüme in Die Königin und der Leibarzt die Auszeichnung für das Beste Kostümdesign.

## Filmografie (Auswahl)
- 1982: Bilder der Befreiung (Befrielsesbilleder)
- 1982: Eine Leiche zuviel (Det parallelle lig)
- 1983: Kein schöner Land (Der er et yndigt land)
- 1984: Twist and Shout – Rock'n'Roll und erste Liebe (Tro, håb og kærlighed)
- 1989: Valby – Das Geheimnis im Moor (Miraklet i Valby)
- 1990: Laß die Eisbären tanzen (Lad isbjørnene danse)
- 1991: Die Jungen von St. Petri (Drengene fra Sankt Petri)
- 1991: Europa
- 1993: Die Russlandaffäre (Den russiske sangerinde)
- 1993: Schwarze Ernte (Sort høst)
- 1997: Das Auge des Adlers (Ørnens øje)
- 2000: Dancer in the Dark
- 2003: Dogville
- 2003: Stealing Rembrandt – Klauen für Anfänger (Rembrandt)
- 2006: Der Traum (Drømmen)
- 2006: Der verlorene Schatz der Tempelritter (Tempelriddernes skat)
- 2006: Nach der Hochzeit (Efter brylluppet)
- 2007: Der verlorene Schatz der Tempelritter II (Tempelriddernes skat II)
- 2008: Max Manus
- 2008: Tage des Zorns (Flammen og Citronen)
- 2010: Alting bliver godt igen
- 2010: Die Wahrheit über Männer (Sandheden om mænd)
- 2010: In einer besseren Welt (Hævnen)
- 2011: Melancholia
- 2012: Die Jagd (Jagten)
- 2012: Die Königin und der Leibarzt (En kongelig affære)
- 2012: Marie Krøyer
- 2013: Spies & Glistrup
- 2015: Men & Chicken (Mænd & Høns)
- 2016: Erlösung (Flaskepost fra P)
- 2017: Small Town Killers (Dræberne fra Nibe)
- 2018: Per im Glück (Lykke-Per)